# سيف سمير
سيف سمير مواليد 5 يونيو 1993، هو لاعب كرة سلة مصري. يلعب مع النادي الأهلي. يبلغ طوله 6 قدم 8 بوصة (2.0 م).

## روابط خارجية
- سيف سمير على موقع الاتحاد الدولي لكرة السلة (الإنجليزية)
- سيف سمير على موقع كرة السلة الأوروبية.كوم (الإنجليزية)
- سيف سمير على موقع ريلجم (الإنجليزية)
- سيف سمير على موقع بروبوليرز (الإنجليزية)
- سيف سمير على موقع سبورتس رفرنس (الإنجليزية)